# Övre Soppero
Övre Soppero (fin. Ylinen Soppero; po polsku "Górne Soppero") – miejscowość w północnej Szwecji, w Laponii, nad rzeką Lainio. Leży w gminie Kiruna, w regionie Norrbotten i liczy 222 mieszkańców (2005), z których wielu jest Lapończykami, zajmującymi się hodowlą reniferów. Wieś otaczają góry Kuormakka.
Rozwój Övre Soppero nastąpił na początku XVIII wieku. Głównym zabytkiem wsi jest kościół przywieziony z Drottninghög koło Helsingborga na południu Szwecji. Znajduje się tu też izba pamięci kultury lapońskiej oraz muzeum-szlifiarnia minerałów Kristallen ("Kryształ"). W sąsiedniej wiosce Lannavaara leży najmniejsza na świecie szkoła wyższa (wydział gemmologii); dzięki niej liczba mieszkańców (92) zwiększa się corocznie o około 30 osób.
W Övre Soppero znajduje się restauracja, schronisko turystyczne, hotel, hostel oraz lokale konferencyjno-kursowe.